# تفجير الدجيل 2008
تفجير الدجيل هو تفجير إرهابي وقع في 12 سبتمبر 2008 في الدجيل، صلاح الدين، عندما قاد انتحاري سيارة مفخخة وفجرها في مركز للشرطة، مما أسفر عن مقتل 31 وإصابة 60 آخرين. كما تضررت عيادة طبية قريبة من موقع الانفجار. وقع الهجوم حوالي الساعة 6:20 مساءً بالتوقيت المحلي.

## المنفذ
اتَّهم الجيش الأمريكي دولة العراق الإسلامية بالوقوف وراء الهجوم، الذي اعتُبر الأكبر في العراق منذ شهور، وذلك في وقت كان العنف فيه قد تراجع إلى أدنى مستوياته خلال أربع سنوات.